# Districte de Ruby Mines
El districte de Ruby Mines (Districte de Mines de Robins, també anomenat simplement Districte Miner) fou un antic districte de Birmània a la part nord de la divisió de Mandalay, amb una superfície de 4.957 km². La capital era Mogok. Estava situat a l'oest de l'estat xan de Mongmit que després fou administrat com a subdivisió del districte de Mines de Robins. Al nord estaven situats el districte de Katha i el districte de Bhamo, a l'est l'estat de Hsenwi i al sud els estats de Tawngpeng i Hsipaw i el districte de Mandalay, i a l'oest el districte de Shwebo i el districte de Katha. Excepte una petita franja tot el seu territori era a l'est de l'Irauadi. Entre els seus rius destaquen el Shweli, el Kin, el Nam Mit (Meik) i el Moybe o Nam Pe. Tot el districte està ocupat per roques cristallines, granulites amb granit de turmalina.

## Història
Amb l'annexió de l'Alta Birmània el 1886 es va crear el districte però no va tenir una administració efectiva fins al cap d'uns mesos quan una columna manada pel general Stewart va avançar cap a Mogok; va trobar oposició prop de Taungme, però fou eliminada fàcilment i el districte va quedar en pau durant dos anys; llavors hi va haver disturbis causats per influències externes, ja que les operacions a les planes portaven als insurgents cap a les muntanyes. Al final de 1888 la ciutat de Mongmit, capital de l'estat de Mongmit que havia quedat establert com a protectorat britànic un any abans, estava sent atacada per un contingent rebel manat per Saw Yan Naing, que tenia el seu quarter general a Manpon, a tres dies de camí al nord-est de Mongmit; els britànics van enviar un destacament a la capital de l'estat xan; una primera derrota dels britànics va ser compensada per la derrota poc després d'una considerable banda de rebels que avançava cap a Mongmit. Els disturbis van afectar tot el districte. Twinnge, un poble de 2000 habitants a la riba de l'Irauadi fou atacat i cremat pels rebels dirigits per Nga Maung. Altres caps rebels operaven al districte i creaven inseguretat. A l'estat xan veí de Tawngpeng un cap dacoit de nom Nga Zeya, expulsat de Mandalay, va operar amb molts seguidors; la ruta entre Mogok i Thabeikkyin era insegura especialment al temps de pluges i dos caps de nom Nga Maung (un d'ells l'abans esmentat) i altres rebels hi operaven. La guarnició britànica fou reforçada i es va atacar Manpon, sent dispersat el grup de Saw Yan Naing. El 1892 es va considerar posar l'administració temporal dels estats de Mongmit, Monglong i Tawngpeng sota control britànic i es van traslladar tropes gurkhes. En endavant els incidents foren de poca importància i van degenerar en actes de bandidatge per a la supervivència a la ruta entre Mogok i Thabeikkyin, que també van desaparèixer per l'establiment de patrulles de carretera i subestacions de policia a alguns pobles.
La població (exclòs l'estat dependent de Mongmit que el 1901 tenia 44.708 habitants) era:
- 1891: 34.072
- 1901: 42.086

Estava formada per dues subdivisions i cinc townships: 
- Mogok 
  - Mogok
- Thabeikkyin
- Thabeikkyin
- Tagaung
- Mongmit (estat xan sota administració temporal fins al 1906) 
  - Mongmit
  - Kodaung

Hi havia 261 poblacions sota caps locals (11 d'elles sota cap subordinat). L'única població a considerar era Mogok. La població era budista (79%) i animista. La meitat de la població parlava birmà i la resta majoritàriament el xans. Els birmans eren més de 35.000, i la reste eren xans amb quantitats apreciables de katxins i palaungs. Els birmans de Mongmit eren més de 10.000 però barrejats amb xans.
La principal activitat era l'explotació de les mines que portava a terme la Burma Ruby Mines Company Limited, amb 44 treballadors europeus (tècnics), 254 birmans, 1.074 xinesos, xans i maingthes, i 248 indis. Les millors pedres s'enviaven a Londres i París i les de menys qualitat a Mandalay, Calcuta, Bombai i Madras.

## Arqueologia
- Pagoda de Shwekugyi a Mogok construïda en temps del rei Dhammathawka Min
- Pagoda de Kyatpyin al turó de Pingutaung
- Tagaung, a la riba de l'Irauadi, el lloc de la primera capital birmana coneguda, amb restes de les edificacions i muralles
- Pagodes de Tagaung: Shwezigon, Shwezedi, Shwebontha, i Shwegugyi.
- Capella de Shwemyindin prop de Mongmit.